# Salamá (ort i Honduras, Departamento de Olancho, lat 14,83, long -86,58)
Salamá är en ort i Honduras.   Den ligger i departementet Departamento de Olancho, i den centrala delen av landet, 110 km nordost om huvudstaden Tegucigalpa. Salamá ligger 670 meter över havet och antalet invånare är 2 820.
Terrängen runt Salamá är huvudsakligen kuperad. Salamá ligger nere i en dal. Runt Salamá är det glesbefolkat, med 18 invånare per kvadratkilometer. Salamá är det största samhället i trakten.  